# Bea Verschraegen
Bea Verschraegen (* 1955 in Gent, Belgien) ist eine österreichische Juristin und Hochschullehrerin an der Universität Wien und der Sigmund-Freud-Universität in Wien.

## Leben
Nach dem Abitur in Gent begann Verschraegen 1972 ein Studium der Musikwissenschaften und der Rechtswissenschaften an der Universität Gent. 1973 wechselte sie an die Universität Wien, wo sie 1977 den Titel Magistra iuris erwarb und 1978 zum Dr. iur. promovierte. Von 1976 bis 1979 arbeitete sie als Assistentin von Hans W. Fasching in Wien, von 1979 bis 1980 als Assistentin von Theo Öhlinger und von 1980 bis 1989 als Assistentin von Fritz Schwind. Während ihrer Assistententätigkeiten unternahm Verschraegen zahlreiche Forschungsaufenthalte, unter anderem in Leiden, London, Löwen und beim Europarat in Straßburg. 1989 schloss sie in Wien ihre Habilitation ab und erhielt die venia legendi für die Fächer Rechtsvergleichung und Internationales Privatrecht.
Von 1990 bis 1994 war Verschraegen Assistenzprofessorin am Institut für Rechtsvergleichung in Wien. Zu dieser Zeit unternahm sie Forschungsaufenthalte unter anderem in Heidelberg und am Max-Planck-Institut Hamburg. 1992 nahm sie einen Ruf der Universität Frankfurt (Oder) auf eine C4-Professur an. 1994 wechselte sie als Nachfolgerin von Haimo Schack an die Universität Bielefeld, wo sie bis 1998 den Lehrstuhl für Bürgerliches Recht, IPR, Rechtsvergleichung, Europäisches Zivilrecht und Europäische Integration innehatte. 1998 wechselte sie zurück an die Universität Wien, wo sie bis zu ihrer Versetzung in den Ruhestand 2018 ordentliche Universitätsprofessorin für Internationales Privatrecht und Rechtsvergleichung unter Berücksichtigung des Privatwirtschaftsrechts war. Sie hielt auch danach regelmäßig Vorlesungen in diesem Fachgebiet und gehörte zu den externen Lehrenden an der Fakultät für Rechtswissenschaften der Sigmund-Freud-Universität.
Verschraegen ist Mitglied zahlreicher Vereinigungen. Unter anderem war sie von 2000 bis 2001 Präsidentin der CIEC, deren Ehrenpräsidentin sie seit 2002 ist. Zudem ist sie seit 2012 Mitglied des American Law Institute. Seit 2008 ist sie zudem als Rechtsanwältin in der Slowakei zugelassen. 2016 wurde sie als ordentliches Mitglied in die Academia Europaea aufgenommen.
Außerdem war Verschraegen mehrfach als Gastprofessorin tätig, unter anderem an den Universitäten Salzburg, Sofia, Oxford, Bratislava, Maribor, Hongkong, Sydney, Kyōto und Moskau.
Seit 14. Juni 2022 ist sie als Psychotherapeutin eingetragen.

## Veröffentlichungen (Auswahl)
- Die einverständliche Scheidung in rechtsvergleichender Sicht. Duncker & Humblot, Berlin 1991, ISBN 978-3-428-07163-0. (Habilitationsschrift)
- Gleichgeschlechtliche „Ehen“. Medien und Recht, Wien 1994, ISBN 978-3-900741-24-2.
- Heinrich Neisser & Bea Verschraegen: Die Europäische Union. Anspruch und Wirklichkeit. Springer, Wien, New York 2001, ISBN 978-3-211-83350-6.
- Internationales Privatrecht – Ein systematischer Überblick. Manz, Wien 2012, ISBN 978-3-214-14939-0.